# Alexis Machuron
Alexis Machuron war Mechaniker in der Ballonfabrik seines Onkels Henri Lachambre in Vaugirard.

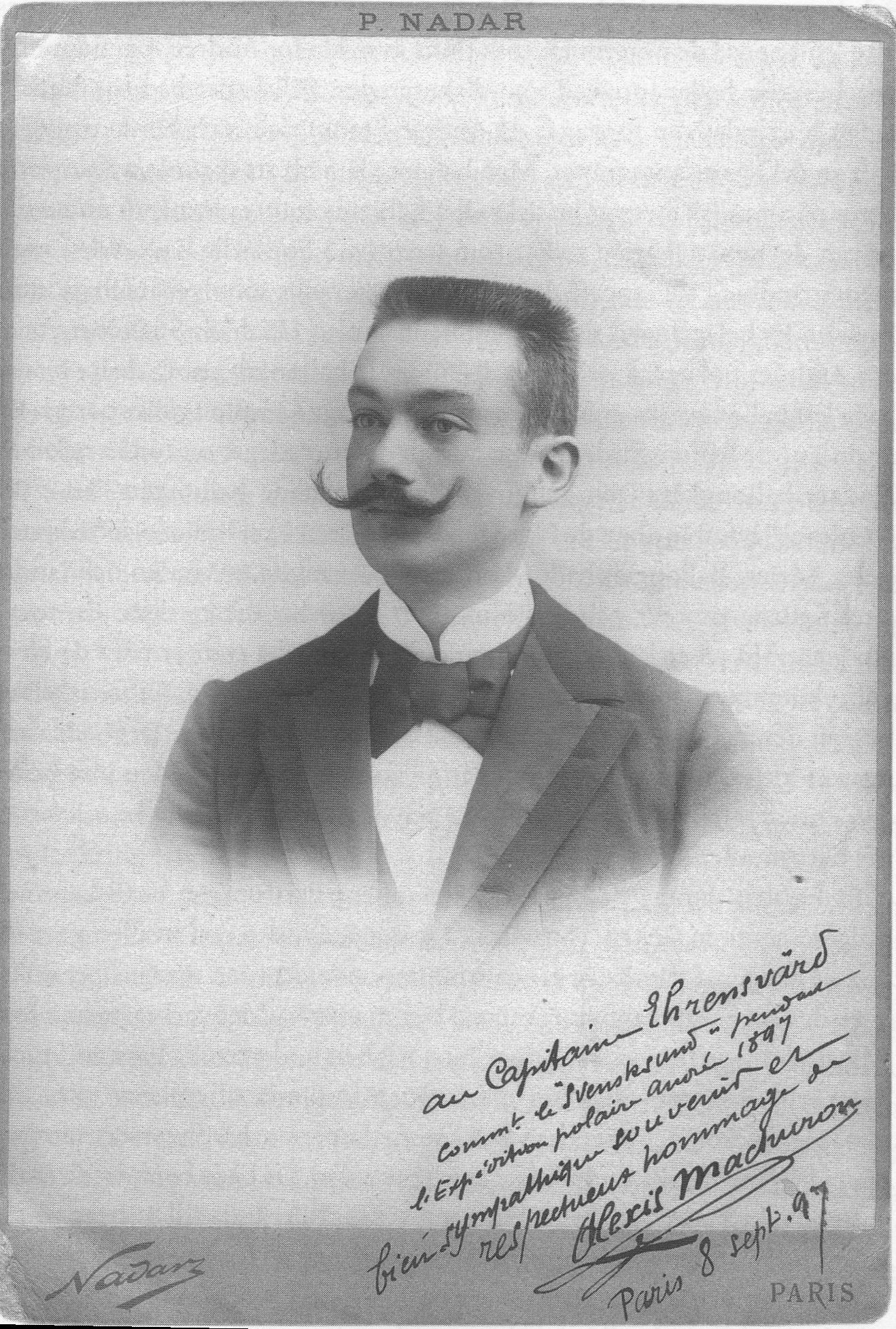

Machuron war auch Lachambres Repräsentant bei der Auslieferung und dem Abflug des Ballons der Nordpolexpedition des Schweden Salomon August Andrée im Jahre 1897 (Andrées Polarexpedition von 1897). Zusammen mit Lachambre verfasste er über diese Expedition ein Buch. Dieses Buch brachte den jungen Alberto Santos-Dumont dazu, sich mit der Luftfahrt zu beschäftigen.

## Werke
- mit Henri Lachambre: Andrée. Au pôle nord en ballon. Nilsson, Paris 1898, deutsch: Andrée. Im Ballon zum Nordpol. List, Leipzig 1898.